# Calavi
Calavi (en llatí Calavius) era el nom d'una família o gens destacada de Campània, una part almenys de la qual va anar a Roma l'any 211 aC, amb la intenció de prendre venjança dels romans pel que aquestos havien fet als campanis, i van calar foc a diverses parts de la ciutat. Un esclau de la família va denunciar el fet, i tota la família i els esclaus que havien col·laborat en l'ncendi van ser detinguts i castigats.
Alguns personatges de la mateixa família van ser:
- Novi Calavi, líder la revolta del 314 aC
- Ovi Calavi, líder la revolta del 314 aC
- Pacuvi Calavi magistrat de Càpua aliat d'Hanníbal
- Perol·la Calavi cap opositor als cartaginesos
- Ofili Calavi dirigent del partit romà a Càpua